# 大鱗盾豆娘魚
大鱗盾豆娘魚（學名：Parma oligolepis），為輻鰭魚綱雀鯛科盾豆娘魚屬下的一個種，分布於西太平洋澳洲東部，昆士蘭至新南威爾斯雪梨海域，深度2至20公尺，本魚體呈卵圓形且側扁，吻短鈍，體被櫛鱗，幼魚體色為橙色，額頭和背部顏色較暗，並帶有數條亮藍色細縱紋和斑點，背鰭軟條部有一黑色眼斑，成魚體色褐色，背鰭硬棘2枚、背鰭軟條17-20枚、臀鰭硬棘2枚、臀鰭軟條13-15枚，體長可達16.5公分，棲息在岩礁，以藻類為食，繁殖期時成對出現，雄魚會守護卵直到孵化，生活習性不明。